# Praça-forte de Olivença

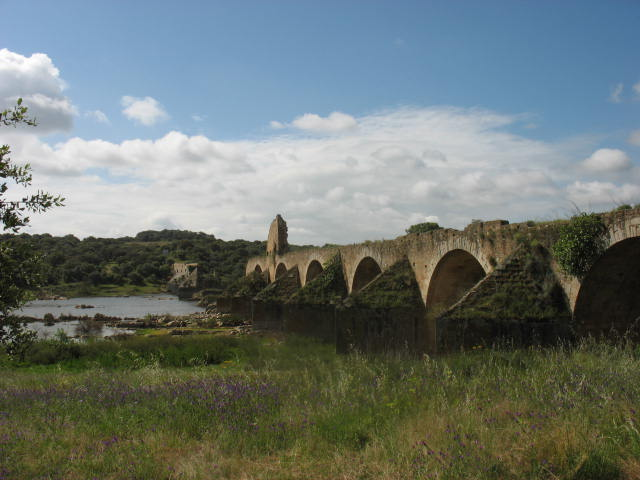
Ruínas da Ponte da Ajuda, sobre o rio Guadiana: lado português.

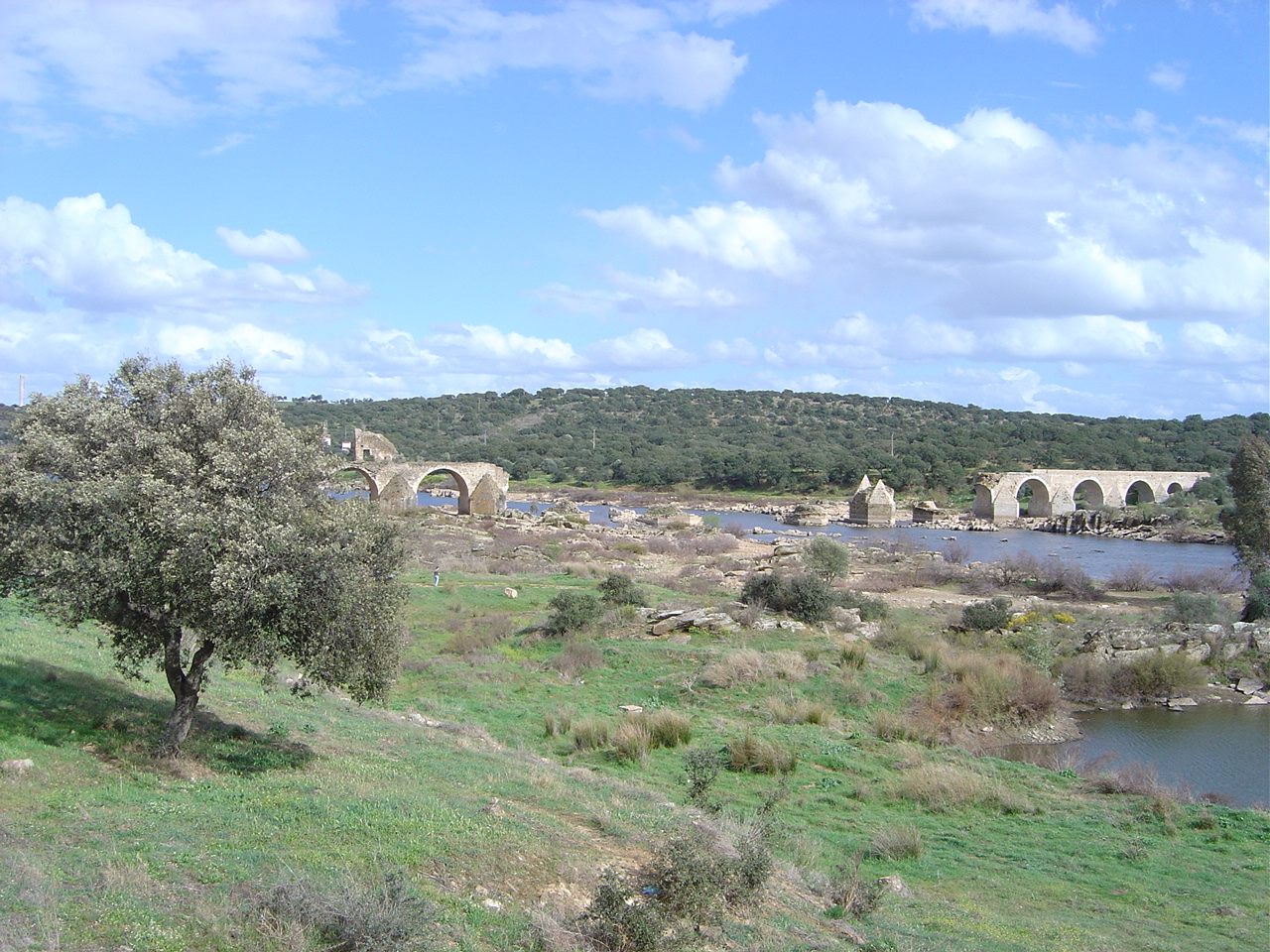
Ruínas da Ponte da Ajuda, sobre o rio Guadiana: lado português.

A Praça-forte de Olivença, povoação lindeira no Alentejo, na margem esquerda do rio Guadiana, próxima a Elvas, constitui-se em território de Portugal administrado por Espanha desde o Congresso de Viena (1815).

## História

### Da Guerra da Restauração à Questão de Olivença
No contexto da Guerra da Restauração da independência de Portugal, a posição de Olivença, readquiriu importância estratégica. Desse modo, a partir do reinado de D. João IV (1640-1656), uma nova etapa construtiva tem lugar, transformando-a numa autêntica Praça-forte.
Para esse fim, procedeu-se a demolição da antiga cerca manuelina, reaproveitando-se a sua pedra para erguer uma quarta muralha, com planta no formato de um polígono estrelado, amparada por nove baluartes. O risco e a direção das obras ficaram a cargo do arquitecto jesuíta neerlandês Joannes Cieremans (Cosmander).
Ainda em obras, foi conquistada em 1657, após quatro tentativas frustradas, por tropas espanholas sob o comando do duque de San Germán (duque de São Germano), vindo a ser devolvida a Portugal com a assinatura do Tratado de Lisboa de 1668. Com a paz, foram retomados os trabalhos de fortificação, assim como reconstruída a ponte da Ajuda, cujos arcos centrais viriam a ser explodidos em 1709, no decurso da Guerra de Sucessão Espanhola.
Capturado (ou tendo-se bandeado) por forças espanholas, Cosmander veio a falecer a 18 ou 20 de Junho de 1648, baleado num ataque a essa mesma praça, à frente de um efetivo de 1.000 homens, quando a defendiam D. João Telo de Meneses, seu governador militar, e o mestre de campo D. António Ortiz, ficando gravemente ferido o primeiro e vindo a falecer este último.
Durante a primeira metade do século XVIII, os trabalhos na Praça-forte ganham vulto, com a adição de estruturas significativas como as dos Quartéis da Cavalaria e da Infantaria, o Quartel Central (Padaria do Rei), o paiol de Santa Bárbara, o hospital militar de São João de Deus, as portas do Calvário, os revelins e demais obras exteriores da Praça-forte.
Na segunda metade desse século, reorientando a sua orientação estratégica frente ao país vizinho, Portugal transita de uma política ofensiva para uma defensiva, o que afetou a sua posição à margem esquerda do rio Guadiana, particularmente a Praça-forte de Olivença: todos os arquitectos militares estrangeiros que a visitam, a pedido da Coroa portuguesa (Rainsford, Valleré, o Príncipe de Waldeck, Myremont), recomendam o seu abandono estratégico considerando:
- a vultosa quantidade de soldados, artilharia, munição e demais petrechos, necessários para manter em estado de defesa uma praça de tais dimensões: nove baluartes de Olivença contra oito de Badajoz.
- a fragilidade logística constituída pela manutenção e operação da Ponte da Ajuda.
- a dificuldade tática de um corpo de exército que pretendesse auxiliar Olivença, caso a sua única linha de retirada, através do rio Guadiana fosse cortada.

Talvez devido a essas recomendações, no início da chamada Guerra Peninsular, a praça tenha sido entregue, sem resistência, por Júlio César Augusto Chermont, seu Governador (20 de Maio de 1801), à vista das tropas espanholas que, naquele mês, sob o comando de Manuel Godoy, invadiram e ocuparam o Alentejo, no incidente conhecido como Guerra das Laranjas. Iniciava-se a chamada Questão de Olivença, pendência diplomática que se arrasta até aos nossos dias entre ambas as nações.